# Altstädter Rathaus (Prag)

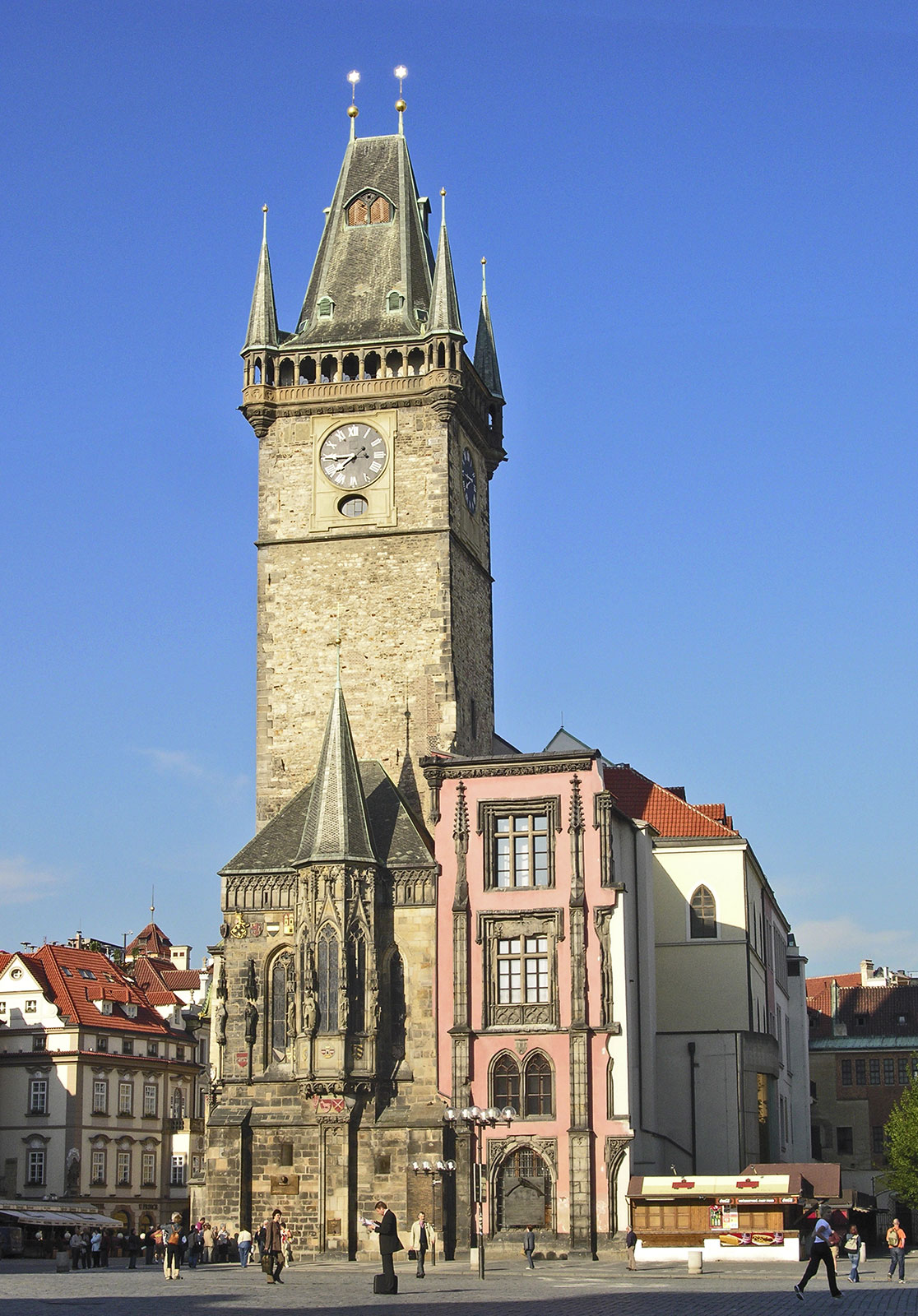
Das Altstädter Rathaus

Das Altstädter Rathaus (tschechisch Staroměstská radnice) befindet sich an der südwestlichen Ecke des Altstädter Rings in Prag. An der Südseite befindet sich die berühmte Prager Rathausuhr, eine astronomische Uhr aus dem Jahr 1410.

## Geschichte
Im Jahr 1338 gestattete König Johann von Böhmen den Bürgern der Prager Altstadt das Recht zur Selbstverwaltung und ein Rathaus zu errichten, das diese aus der Weinsteuer finanzierten.
Ursprung des Altstädter Rathauses war das Haus Wölflin (Wölflinův dům), das der Rat der Prager Altstadt erwarb. Später kaufte der Rat die benachbarten Häuser hinzu, die in den folgenden Jahren miteinander verbunden wurden.

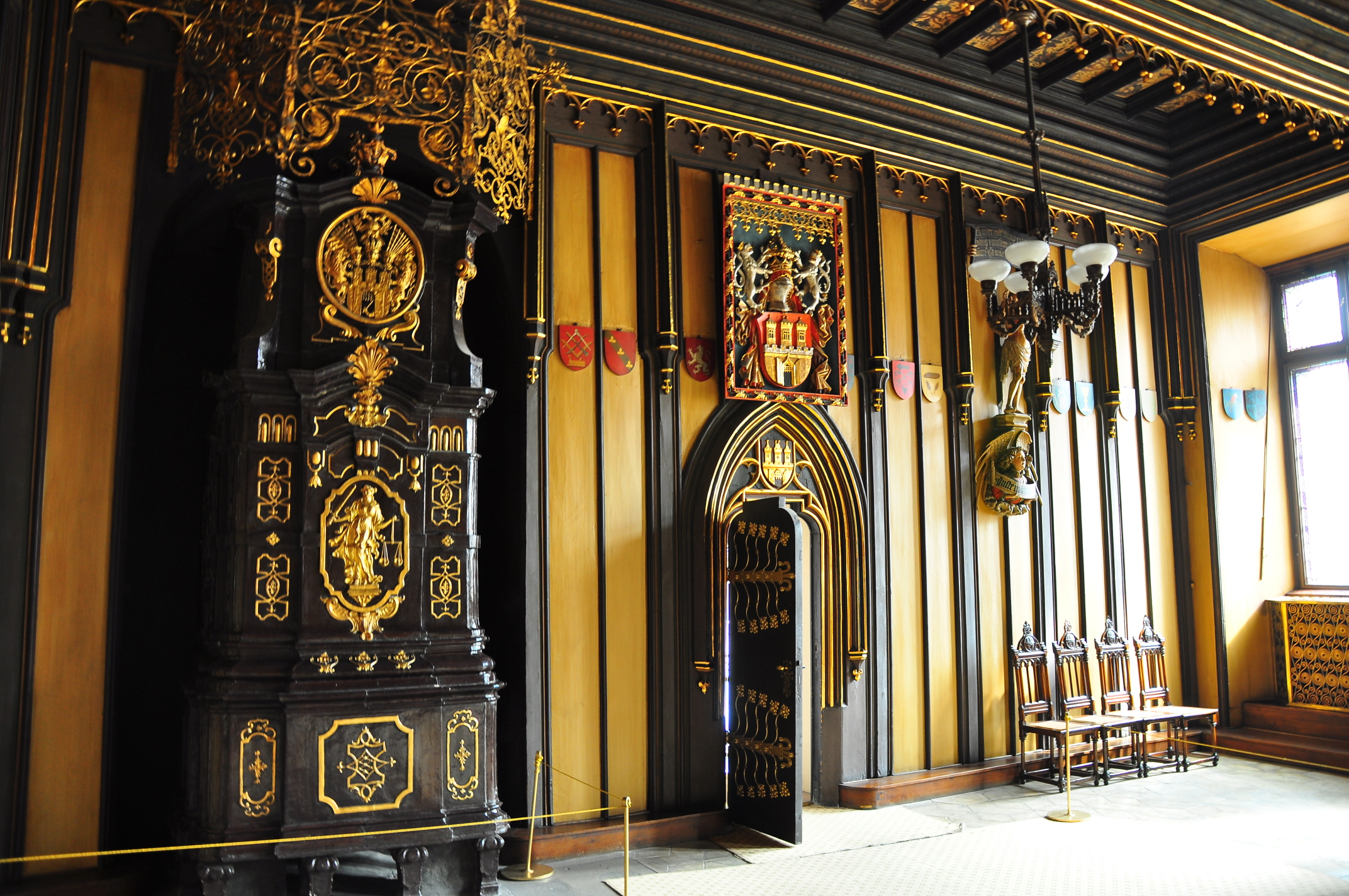
Der alte Rathaussaal

Der knapp 70 Meter hohe Turm wurde 1364 fertiggestellt und bis ins 19. Jahrhundert erweitert und umgebaut. Nach 1360 wurde das Rathaus an der Westseite um ein zweites Haus vergrößert, in dem der Sitzungssaal Platz fand. Der berühmte Prager Dombaumeister Peter Parler errichtete die Rathauskapelle im Turm, die 1381 eingeweiht wurde. 1410 ging die Rathausuhr in Betrieb. Das Uhrwerk wurde im Jahr 1410 vom Uhrmacher Mikuláš z Kadaně nach den Plänen Jan Šindels gebaut.
Unter den historischen Prager Städten nahm die Prager Altstadt eine führende Position ein. Das Altstädter Rathaus war Sitz im des Altstädter Gerichts, in dem die Altstädter Schöffen nicht nur Fragen der Altstadt verhandelten, sondern als Berufsgericht für alle königlichen böhmischen Städte auch die Angelegenheiten des ganzen Landes.
1458 fand im Altstädter Rathaus die Wahl Georgs von Podebrady zum König von Böhmen statt.
Am 21. Juni 1621 wurden vor dem Rathaus 27 Anführer des Böhmischen Ständeaufstands öffentlich hingerichtet. An sie erinnern heute 27 Kreuze im Straßenpflaster.
Im Jahr 1784 avancierte das Rathaus zum Verwaltungssitz der vereinigten Stadt Prag, die bis dahin aus vier selbstständigen Städten bestand. Die bisher selbstständigen Prager Städte (Altstadt, Neustadt, Kleinseite, Hradschin) in einer administrativen Einheit zusammengefasst, wobei das Altstädter Rathaus zum gemeinsamen Verwaltungsgebsitz der neu entstandenen Stadt Prag wurde.

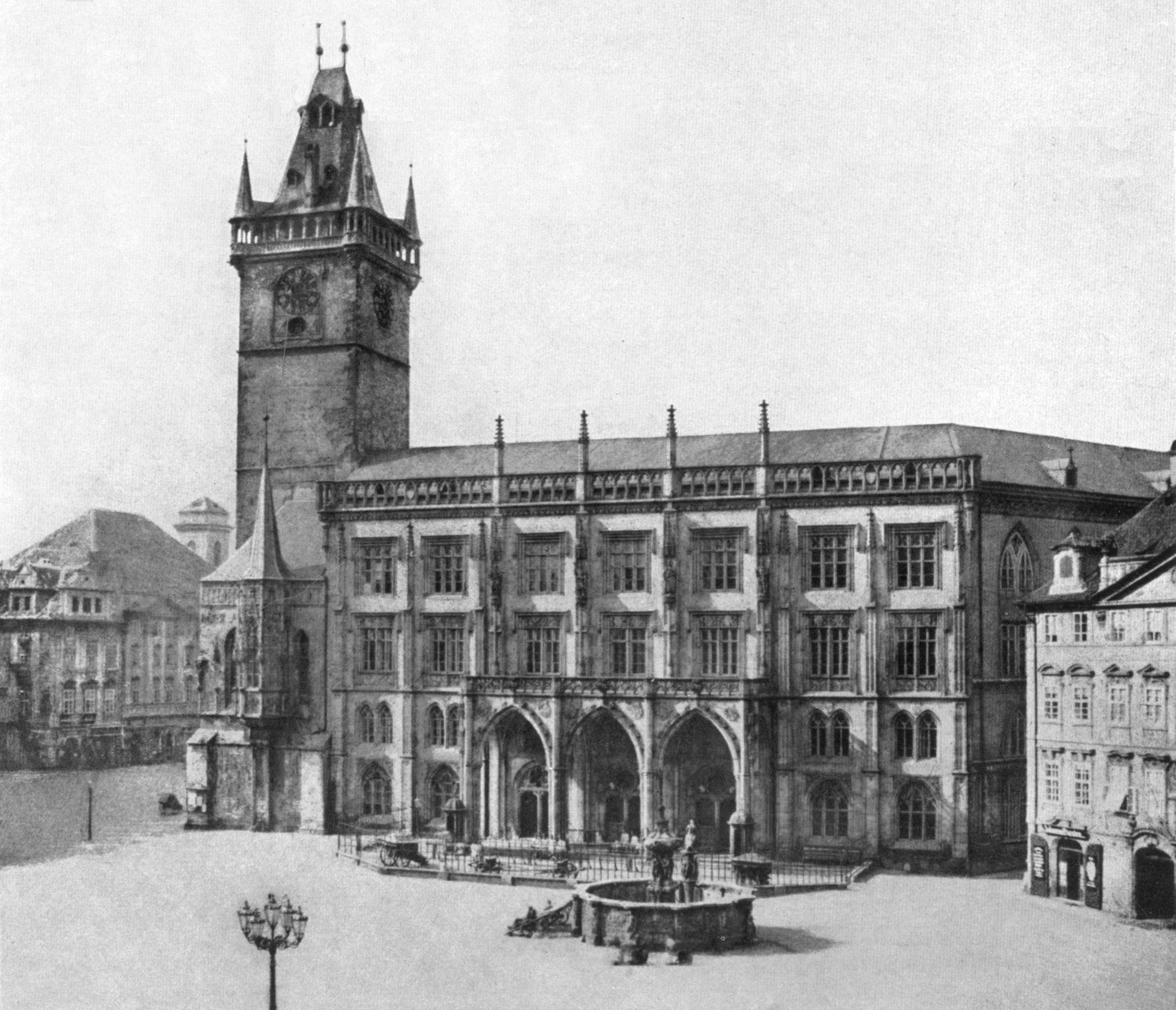
Das Rathaus vor der Teilzerstörung im Zweiten Weltkrieg

In den Jahren 1838 bis 1848 erbauten die Wiener Architekten Peter Nobile und Paul Sprenger einen neuen östlichen Trakt im neugotischen Stil.
Der gesamte Rathausbau wurde während des Prager Aufstandes im Mai 1945 stark beschädigt. Die militärische Erhebung des tschechischen Widerstandes gegen die deutschen Besatzer hatte am 5. Mai 1945 nach einem Aufruf zum Aufstand im tschechischen Radio begonnen. Daraufhin begannen die Kämpfe der tschechischen Widerstandskämpfer um das Rathaus um etwa 12.30 Uhr. Kurze Zeit später drangen deutsche Panzer auf den Altstädter Ring vor und begannen, das Rathaus zu beschießen. Die gegenseitigen Beschießungen dauerten bis zum nächsten Tag. Am 7. und 8. Mai wurden Panzerverbände der SS-Einheiten nach Prag verlegt, die bis dahin auf Truppenübungsplätzen südlich der Stadt stationiert waren. Darüber hinaus drangen weitere deutsche Einheiten von Nordost her nach Prag ein und töteten zahlreiche Menschen. Am 7. Mai geriet das Rathaus bei den Beschießungen das erste Mal in Brand, doch gelang des den Aufständischen, das Feuer vorerst noch zu löschen. Am 8. Mai 1945 konnten die Widerstandskämpfer das Rathaus bis zum Nachmittag halten, mussten es dann aber verlassen, weil deutsche Schützen das Gebäude erneut in Brand gesetzt hatten. Zeitgleich wurde um 16 Uhr die Kapitulationserklärung der deutschen Truppen in Prag in der Bartolomějská-Straße unterzeichnet. Der Kampf ums Altstädter Rathaus wurde allerdings erst gegen 17 Uhr – also etwa eine Stunde nach dem offiziellen Waffenstillstandserklärung – beendet. Der Brand des neogotischen Flügels des Altstädter Rathauses konnte am nächsten Tag unter Kontrolle gebracht werden.

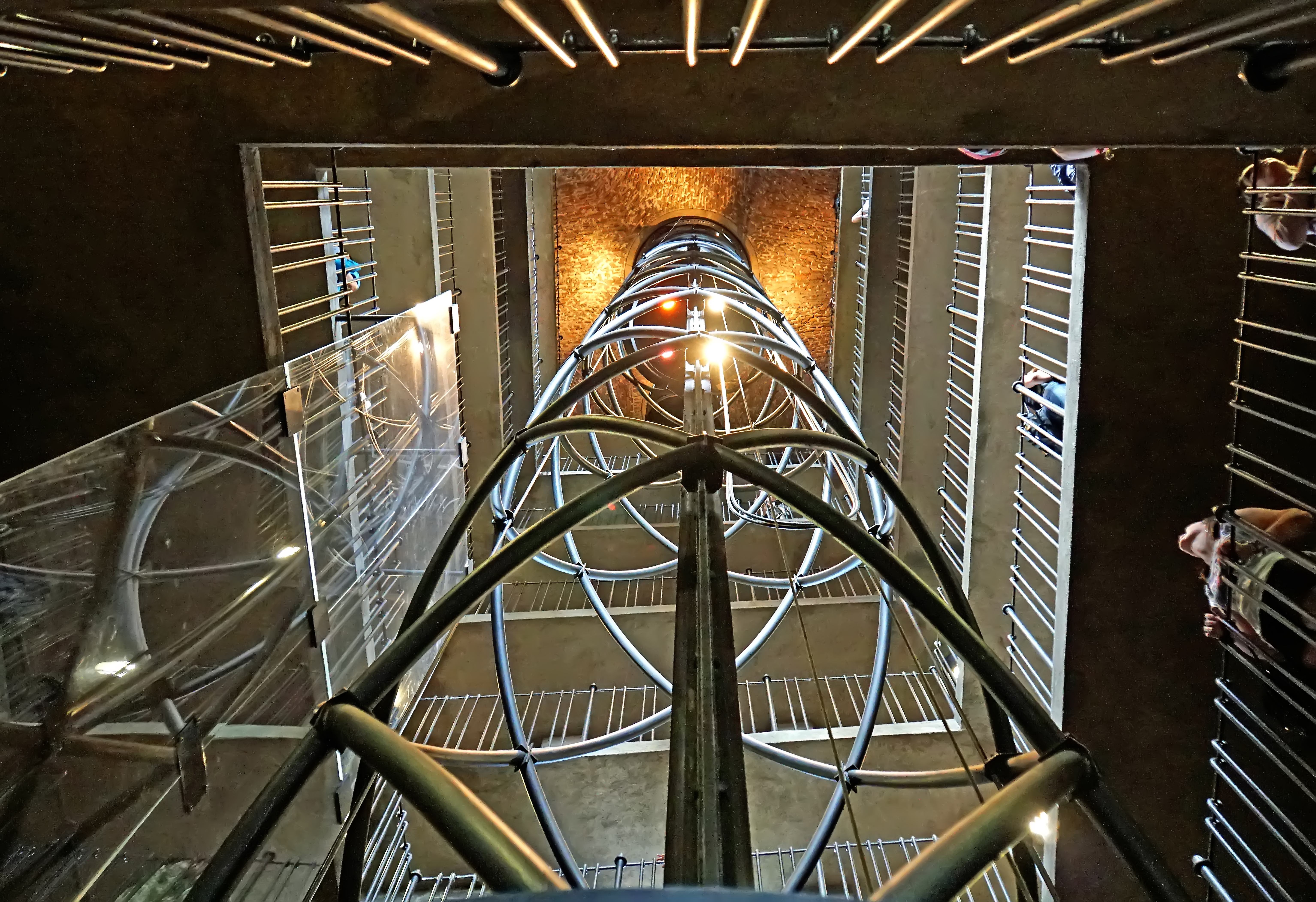
Moderner Aufzug im Turm

Der während des Prager Aufstand stark beschädigte ursprüngliche Rathausbau wurde nach dem Zweiten Weltkrieg umfassend restauriert. Vom ausgebrannten siebenachsigen neogotischen Anbau wurden sechs Achsen abgebrochen. An seiner Stelle liegt heute ein kleiner Park mit einer Gedenkstätte für die Gefallenen des Aufstandes.
Seit 1945 dient das Gebäude nicht mehr als Rathaus. Die Stadtverwaltung übersiedelte ins Neue Rathaus. Die historischen Räume stehen heute zur Besichtigung offen.
Seit dem Jahr 2000 ist der Turm barrierefrei per Aufzug zugänglich. In den Jahren 2017 bis 2018 wurden das Rathaus und die Rathausuhr erneut umfassend renoviert.

## Architektur

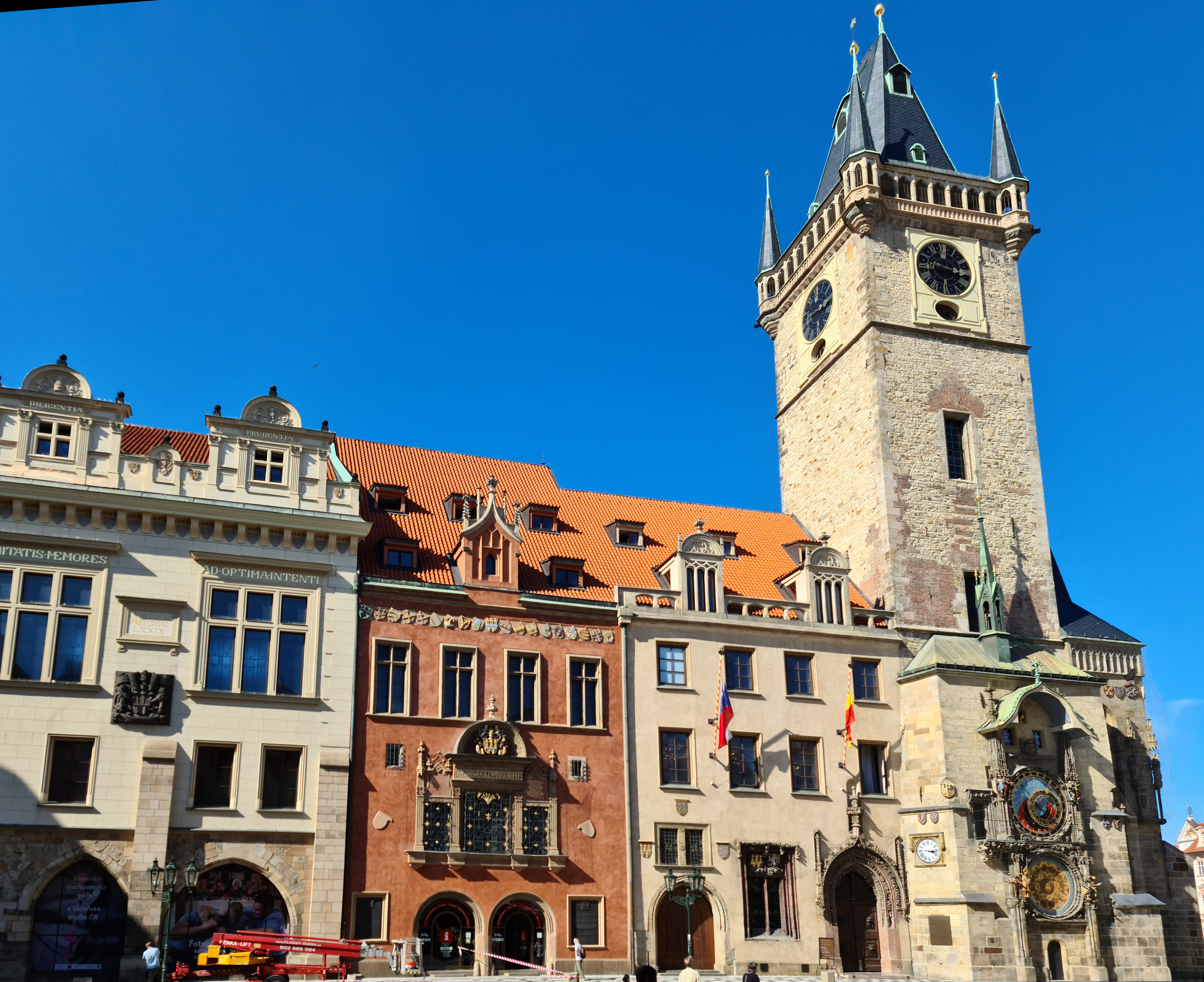
Südseite mit astronomischer Uhr (rechts) und spätgotischem Portal (Mitte)

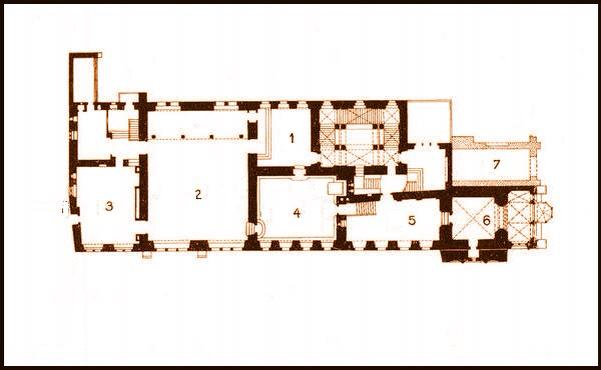
1. Eingangshalle
2. Sitzungskammer
3. Georgssaal
4. Ratskammer
5. Gemeindesaal
6. Rathauskapelle
7. Torso des östlichen Flügels

Das Rathaus besteht aus einem Komplex ehemaliger Kaufmannshäuser verschiedenen Alters, die schrittweise verbunden wurden und von unterschiedlichen Stilepochen geprägt sind. Über den ursprünglich romanischen Gebäuden, die in den Untergeschossen noch vorhanden sind, befinden sich gotische Umbauten, die im Außen- und Innenbereich erhalten sind. Unter dem Rathaus befindet sich bis heute ein romanisch-gotischer Kellerkomplex.
Zentralbau des Rathauses ist das gotische Eckhaus des Wölflin vom Steine (Wolflin od Kamene) aus dem Ende des 13. Jahrhunderts mit einem reich verzierten gotischen Portal. Neben ihm befindet sich der große viereckige Rathausturm mit einer Höhe von 69,5 m aus dem Jahr 1364.
Im Turm befindet sich auch eine um 1360 begonnene gotische Kapelle, die der Jungfrau Maria geweiht ist. Bemerkenswert ist der reich verzierte, fünfbögige Erker  mit 5/8-Schluss aus dem Jahre 1381. Während das Maßwerk der Bogenzwickel und der mit Krabben (Kriechblumen) bekrönte Wimperg (Ziergiebel) noch weitestgehend original sind, sind die Säulenfiguren unter den Baldachinen eine Zutat des 19. Jahrhunderts. Lediglich die Marienstatue an der linken Gebäudeecke ist die Kopie einer 1381 geschaffenen Sandsteinfigur. Das Original, Altstädter Madonna genannt, befindet sich im Museum der Hauptstadt Prag.
Der Gebäudekomplex enthält mehrere historische Säle. Der älteste, der alte Ratssaal, in dem der Stadtrat und das Stadtgericht tagten, stammt aus dem 15. Jahrhundert. In ihm befindet sich neben wertvollem historischen Mobiliar eine reich bemalte Kassettendecke aus der Renaissancezeit und ein barocker Zimmerofen. Der größte Saal ist der sogenannte Brožík-Saal, 1910 vom Architekten Josef Chochol gestaltet. Er ist nach den großformatigen Bildern des Historienmalers Václav Brožík benannt, darunter das Gemälde, das die Georgs von Podiebrad zum König von Böhmen zeigt.